# City of Syrup
City of Syrup è il primo album in studio del rapper statunitense Big Moe, pubblicato il 18 luglio 2000 dalla Wreckshop Records.

## Tracce
1. Momma M.O.E (Skit) – 1:57
2. Barre Baby (feat. Ronnetta Spencer) – 2:59
3. Get Back (feat. Lil' O e Big Hawk) – 3:48
4. Maan! (feat. E.S.G. e Big Pokey) – 4:04
5. We da' Shit! (feat. E.S.G. e Z-Ro) – 3:33
6. I'll Do It (feat. Lil' O e Dirty $) – 4:13
7. Drank (Skit) – 3:33
8. City of Syrup (feat. Z-Ro, Tyte Eyes e DJ Screw) – 4:21
9. Choppaz (feat. D Gotti, Noke D e D-Reck) – 5:33
10. I Wonder (feat. Enjoli e Tyte Eyes) – 4:45
11. Payin' Dues (feat. Z-Ro) – 3:35
12. X (Time) 4 Change (feat. Al-D, Will-Lean e Ronnie Spencer) – 4:53
13. Po' It Up (feat. Big Hawk e Z-Ro) – 4:11
14. Ra-Ra (Skit) – 0:26
15. Ridin' Candy (feat. Noke D, C-Nile e D Gotti) – 4:45
16. Whatcha Want? (feat. D-Reck, D Gotti e Tyte Eyes) – 3:56
17. Freestyle (Skit) – 0:06
18. Freestyle (June 27) – 5:26
19. Leanin' (feat. Mike D, Michael Wilson e DJ Screw) – 7:20

## Classifiche
| Classifiche (2000) | Posizione massima |
| ------------------ | ----------------- |
| Stati Uniti        | 176               |